# Elektrisk isolationstestare

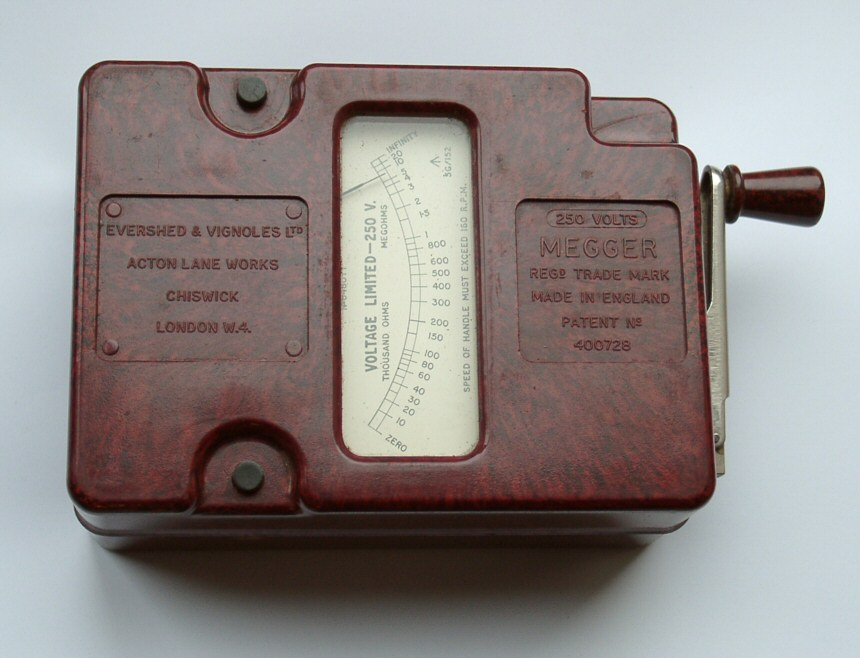
Äldre modell av en Wee Megger isolationstestare

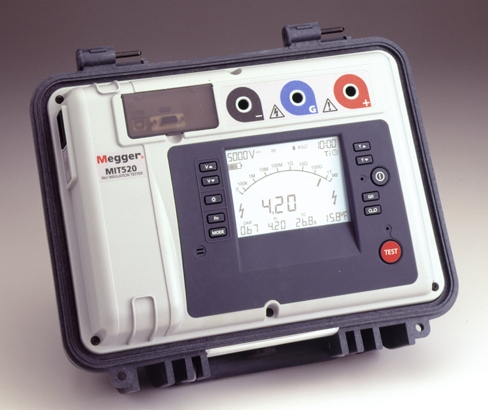
Modern version av en isolationstestare från företaget Megger MIT520/2

Elektrisk isolationstestare  är ett specialinstrument som tillkom 1895  för att till exempel mäta hur bra isolationen är mellan fas- och neutralledare mot skyddsjordning.  Instrumentet används ofta av elektriker för att kontrollera funktionen på en elektrisk anläggning. Instrumentet kallas gemenligen Megger (MEGaohm metER) som sedan 1903 ett registrerat varumärke ägt av Evershed & Vignoles Ltd som uppfann isolationstestaren, sedermera Megger Group Limited.

## Funktion
Instrumentet skickar en valbar oftast hög spänning på 500 V för 20 MΩ, 2500 V för 20 GΩ eller 5000 V samtidigt som den mäter hur pass mycket av denna puls som tar sig igenom objektet som mäts. Detta gör att till exempel isolationsfel som bara visar sig tydligt vid höga spänningar kan mätas upp.
För låg resistans mellan ledare kan visa på en potentiell fara vid användning med risk för elchock eller brand.
Försiktighet vid testning skall dock iakttas då utrustning ansluten till elnätet kan ta skada av den höga spänningspulsen om de ej kopplats bort.
Om objektet som testas är signifikant kapacitivt (som en lång kabel till exempel) bör det kortslutas vid mätstället efter genomförd mätning, då annars en laddning kan kvarstå och ge en stöt.